# Borna Erceg
Borna Erceg (Šibenik, 10. rujna 1996.), je hrvatski pijanist i skladatelj.

## Životopis
Borna Erceg rođen je 10. rujna 1996. godine u Šibeniku. S nepunih 10 godina počeo je pohađati nastavu klavira kod cijenjene šibenske profesorice Marije Sekso. S 11 godina se upisuje u glazbenu školu Ivana Lukačića u klasi profesorice Gordane Pavić, a maturirao je u klasi profesorice Kristine Pešić sa 16 godina. Godine 2014. je upisao Muzičku akademiju u Zagrebu, u klasi prof. Srđana Čaldarovića, kao prvi na listi, a 2016. dolazi u klasu prof. Vesne Podrug na Umjetničku akademiju u Splitu.
Osim klavirom, Borna se uvelike bavi kompozicijom i dirigiranjem, ali njegova "prva ljubav" je opera, stoga već s 14 godina počeo raditi s pjevačima kao korepetitor.
Borna je do sada napisao nekolicinu instrumentalnih, vokalno-instrumentalnih i zborskih djela, te dva velika djela: Koncertna misa i komična opera Turia i Plamenko koja je praizvedena u prosincu 2016. godine.
Dobitnik je dviju drugih nagrada na državnom natjecanju, prvu nagradu na državnim natjecanju komornih sastava i Međunarodnom natjecanju Lav Mirski, prve nagrade na državnom natjecanju iz solfeggia, dvije druge nagrade na međunarodnom natjecanju Daleki akordi i drugu nagradu na Međunarodnom natjecanju pijanista Jurica Murai.
Redovito surađuje s raznim zborovima, pjevačima i instrumentalistima. 
Bio je službeni korepetitor na vokalnom masterclassu Kammersängerin Olivere Miljaković, primadone Radmile Bakočević i Nelli Manuilenko. Također je bio službeni korepetitor masterclass radionice Nikole Ruževića, profesora violončela na University of North Texas.
U duetu s mezzosopranisticom Jelenom Pletikosom i drugim glazbenicima, Borna osmišljava i održava koncerte s ciljem približavanja klasične glazbe široj publici (npr. Koncert neozbiljne ozbiljne glazbe).

## Djela
Borna Erceg je napisao na desetke instrumentalnih, vokalno instrumentalnih i zborskih djela, kao što su:
- Notturno, pjesma za alt i klavir (tekst: Antun Gustav Matoš) - praizveden 2012. godine;
- Večernji vidik, pjesma za mezzosoprana i klavir (tekst: Dobriša Cesarić) - praizvedena 2015. godine;
- VodkaLiza, šala za klarinet i klavir - praizvedena 2014. godine;
- Suita za klavir - praizvedena 2014. godine;
- Okrunio si ga, Gospodine, za dva soprana i orkestar - praizveden 2015. godine i snimljen na nosač zvuka "Šibenik pjeva svome svecu" (izdavač Samostan sv. Frane Šibenik);
- Scena Teute, koncertna arija za mezzosoprana, violu i klavir;
- Šaljivi valcer, za tri violončela i klavir;
- Koncertna misa, za mješoviti zbor, dva solo soprana, solo alt, solo violina i orgulje - praizvedba 2015.godine;
- Turia i Plamenko, komična opera u jednom činu (libreto: Jelena Pletikosa) - praizvedba 2016. godine.

## Turia i Plamenko
- Više o operi Turia i Plamenko.

Turia i Plamenko je nova hrvatska komična opera autorskog dvojca: Borna Erceg i Jelena Pletikosa. Glazbu je napisao Borna Erceg, a libreto Jelena Pletikosa. Praizvedena je u Hrvatskom narodnom kazalištu u Šibeniku 1. prosinca 2016. godine povodom 950. obljetnice spomena Grada Šibenika. Opera je nastala iz velike ljubavi prema vokalno-scenskoj umjetnosti u nadi da će tu umjetnost približiti širem broju ljudi. Opera Turia i Plamenko je prozvana je dječjom operom za odrasle jer je izazvala oduševljenje kod publike svih uzrasta. 

## Vanjske poveznice
- Borna Erceg - Ljudi klasičnu glazbu doživljavaju kao povrće  Arhivirana inačica izvorne stranice od 3. siječnja 2018. (Wayback Machine)
- HRT: Turia i Plamenko - prva šibenska komična opera  Arhivirana inačica izvorne stranice od 2. siječnja 2018. (Wayback Machine)
- Foto: Turia i Plamenko oduševili i nasmijali šibenčane  Arhivirana inačica izvorne stranice od 2. siječnja 2018. (Wayback Machine)
- YouTube: Turia i Plamenko - kako je nastala opera